# Лопес, Сантьяго (футболист, 2005)
Сантьяго Лопес Лопес (англ. Santiago López López, род. 10 июня 2005, Морелия) — канадский футболист мексиканского происхождения, нападающий клуба УНАМ Пумас.
Лопес родился в Мексике. В 2009 году он вместе с родителями поехал в Канаду на заработки, в 2015 году Сантьяго вернулся в Мексику.

## Клубная карьера
Лопес — воспитанник клубов «Оквилл» и УНАМ Пумас. 29 января 2024 года в матче против «Пачуки» он дебютировал в мексиканской Примере.

## Международная карьера
В 2024 году в составе молодёжной сборной Канады Лопес принял участие в молодёжном Кубке КОНКАКАФ в Мексике. На турнире он сыграл в матчах против сборных Гондураса, Доминиканской Республики, Сальвадора и Панамы. В поединках против гондурасцев, сальвадорцев и панамцев он забил по голу, став лучшим бомбардиром турнира.

## Достижения
Индивидуальные
- Лучший бомбардир молодёжного Кубка КОНКАКАФ (3 гола) — 2024